# 堀光昭
堀 光昭（ほり みつあき　1955年11月20日 - ）は、日本の男性俳優。東京都世田谷区出身、静岡県御殿場市育ち。

## 略歴
男3人兄弟であり、父、母、兄弟全員が役者の役者一家である。曾祖父は歌舞伎役者の松本虎藏。祖父は、高麗屋の番頭、松本幸四郎 (7代目)の番頭で浅草の公園劇場を経営していた興行師の堀倉吉で、市川團十郎 (11代目)、松本白鸚 (初代)、尾上松緑 (2代目)、中村雀右衛門 (4代目)の面倒を見ていたなど歌舞伎関係の仕事をしていた。父は俳優の堀雄二、母は宝塚歌劇団卒業生の甲斐はるみ（29期生、在団1942年 - 1944年）。兄は声優・俳優の堀之紀と堀秀行。夫人は元女優で自民党衆議院議員で建設大臣、国土庁長官を務めた内海英男の娘、英子。
一家揃って東京都世田谷区成城から静岡県御殿場市に転居。
成城幼稚園から成城学園に進学。
小学校時代は毎日、テレビばかり見ていたため、兄弟のなかで寝るのが一番遅い夜行性が特徴であった。父・雄二が出演していたテレビより、怪獣もののほうが面白かったという。
立花学園松田高等学校（現：立花学園高等学校）卒業後は父の付き人を経験。22歳で天知茂の弟子になり1979年（昭和54年）にテレビドラマ『遠い日の戦争』でデビュー。以後数々のテレビドラマ、映画、舞台をこなす。以前は北斗七星プロジェクトに所属していた。現在は役者活動は控えめにしており、不動産の会社を経営している。

## 人物
父・雄二は妊娠中だった母に「男の子が二人続いたので、今度はぜひ女の子がほしい」と言っていた。医者からも、「堀さん、こんどは間違いなく女の子ですよ」と保証されていたほどであった。雄二は喜び、出産の日を「今か今か」と待ちかねていた。しかし結局はまたまた男の子だったため、雄二はがっかりして病院に迎えにも来なかったという。
天知茂によると現代的な青年でおり、同時に影の部分も持ち合わせており、役者としての良さを芝居の上で作り上げていくべきだという。兄・之紀に共通して言えることは「頭の回転が早いことだ」という。
趣味はゴルフ。
免許は普通自動車免許、自動二輪免許。

## 出演

### テレビドラマ
- 遠い日の戦争 （日立3時間スペシャル、テレビ朝日、1979年） - 主人公の息子
- 草燃える （NHK大河ドラマ、1979年） - 公暁
- マリーの桜 （TBS、1980年） - 平松雄一
- おたき （CBC、1980年） - おたきの相手
- 影の軍団III （関西テレビ、1982年） - 徳川家綱
- ザ・ハングマンシリーズ
  - ザ・ハングマンII 第16話「ゴッドマザーの馬鹿ムスコを吊せ」（1982年） - 坂井イサム
  - ザ・ハングマンV 第4話「ポルノ女優殺しで玉の輿に乗る!」 （1986年） - 伊達
- 怪人二十面相と少年探偵団 （阪急ドラマシリーズ、関西テレビ、1983年-1984年） - 明智小五郎
- 人妻捜査官 第6話「疑惑!?ヒロインが血に染まった撮影所」 （朝日放送・テレパック、1984年）
- ニュードキュメンタリードラマ昭和 松本清張事件にせまる 第13・14・15回 （テレビ朝日、1984年）
- 風雲 柳生武芸帳 （新春ワイド時代劇、テレビ東京、1985年） - 徳川義直
- 暴れ九庵 第17話「夢路をたどる二人三脚」 （関西テレビ・東宝、1985年） - 勘助
- 土曜ワイド劇場 （テレビ朝日）
  - 江戸川乱歩の美女シリーズ
    - 第15作「鏡地獄の美女」1981年4月4日
    - 第18作「化粧台の美女」1982年4月3日

  - 探偵・神津恭介の殺人推理シリーズ
    - 第3作 魔笛に魅せられた女 （1985年）
    - 第8作 伊豆下田海岸に赤い殺意が走る （1988年）

  - 婚約者殺し （1988年） - 友部節夫
  - 西村京太郎トラベルミステリー 第16作「寝台特急〈ブルートレイン〉八分停車」（1989年9月30日）- 寝台特急「出雲」常務車掌
  - スキースクール女たちの華麗な斗い！ （1991年） - 札幌南署刑事
  - マリンスポーツクラブ 女たちの華麗なる闘い！ （1992年） - 刑事
- 蔵の宿 （ドラマ30、2000年）
- さすらい署長 風間昭平3 えちご恋人岬殺人事件 （水曜ミステリー9、2005年） - 北沢邦男

### 舞台
- 吉幾三 特別公演